# 石原正康
石原 正康（いしはら まさやす、1962年 - ）は、日本の編集者。幻冬舎の編集最高責任者。

## 人物
新潟県新潟市西区内野町生まれ。新潟市立内野小学校、新潟市立内野中学校、新潟県立新潟南高等学校を経て、1986年に法政大学経済学部を卒業。
大学時代から角川書店でアルバイトとして編集に携わった。角川書店主催の野性時代新人文学賞最終選考で落選するも、見城徹との知遇を得る。後に見城に誘われ、1993年の幻冬舎設立に携わる。五木寛之の『大河の一滴』や『人生の目的』、天童荒太の『永遠の仔』、村上龍の『13歳のハローワーク』などのミリオンセラーや多くのベストセラーを生み出した。
「作家の原稿を真っ先に読めることが編集者冥利につきる」と、村上龍の準オフィシャルサイト『龍声感冒』の集いなどで語っている。私生活の面では吉本ばななと事実婚関係にあったが、後に解消した。